# 케이프주

케이프주의 위치

케이프주(영어: Cape Province, 아프리칸스어: Kaapprovinsie)는 1910년 5월부터 1994년 4월까지 존재했던 남아프리카 공화국의 주로 주도는 케이프타운이었다. 정식 명칭은 희망봉주(영어: Province of the Cape of Good Hope, 아프리칸스어: Provinsie Kaap die Goeie Hoop)였다.

케이프주의 문장

## 역사
1910년 5월 31일에 케이프 식민지가 남아프리카 연방에 편입되면서 신설되었으며 케이프 식민지의 일부였던 월비스베이 또한 케이프주에 편입되었다. 케이프주는 설립 이전부터 남아프리카 연방에서 유일하게 유색 인종에 대해 참정권을 부여했는데 1956년에 남아프리카 연방 정부의 아파르트헤이트 정책에 따라 박탈당했다.
1970년대에는 남아프리카 공화국 정부로부터 제한된 자치권을 받은 흑인들을 위한 반투스탄인 트란스케이(Transkei, 1976년 신설), 보푸사츠와나(Bophuthatswana, 1977년 신설), 시스케이(Ciskei, 1981년 신설)가 케이프주에서 분리되어 신설되었다. 1994년 3월에는 남아프리카 공화국이 월비스베이를 나미비아에 반환했다. 1994년 4월 27일에 유색 인종이 처음으로 참여한 남아프리카 공화국 총선거를 계기로 아파르트헤이트 정책이 폐지됨에 따라 케이프주는 이스턴케이프주, 노던케이프주, 웨스턴케이프주 전체, 노스웨스트주 일부로 분리되었다.

## 같이 보기
- 남아프리카 공화국의 주